# Distant Bells
Distant Bells je brněnská hudební revivalová skupina hrající skladby od britské kapely Pink Floyd. Založena byla v roce 2003 a od té doby odehrála několik desítek koncertů po celém Česku a několikrát vystoupila i v zahraničí (Německo, Polsko, Rakousko, Slovensko).

## Historie
Skupina Distant Bells vznikla v listopadu 2003 pro hudební doprovod k divadelní hře Odysea zvaná Pink Floyd, kterou napsal Přemysl Dofek a Karel Carbol (režie Přemysl Dofek). Premiéra hry se konala 9. dubna 2004 v brněnském Divadle v 7 a půl. Následovala další tři vystoupení s divadelní hrou, její derniéra se konala 19. října 2004. V roce 2004 také vznikl název skupiny Distant Bells. Na podzim 2004 kapela začala příležitostně koncertovat v Brně a okolí, 15. června 2005 odehrála svůj první unplugged koncert (v klubu Stará Pekárna v Brně).
V listopadu 2006 se zúčastnila prvního ročníku Večera rockových legend. Tato akce, kde vystupuje několik revivalových kapel, se na podzim 2008 konala již potřetí, vždy s účastí Distant Bells. Rok 2008 byl pro skupinu zatím nejúspěšnější, neboť odehrála 18 koncertů. V dubnu toho roku mělo premiéru vystoupení Pink Floyd pod hvězdami (jako předkapela vystoupili Heads Off To…), které se od té doby několikrát konalo ve velkém planetáriu brněnské hvězdárny. Novinkou zde bylo využití projekcí. V říjnu 2008 Distant Bells odehráli „progresivní, ne-popový koncert“ v brněnském klubu Leitnerka, během celého vystoupení zaznělo pouze sedm skladeb, dlouhých „floydovských“ kompozic.

## Repertoár
Repertoár skupiny Distant Bells tvoří průřez celou tvorbou Pink Floyd. Hrají skladby ze všech alb Pink Floyd, tedy i z psychedelického období 2. poloviny 60. let (debutové album The Piper at the Gates of Dawn, a také např. singl „Arnold Layne“), dlouhé kompozice („Atom Heart Mother“, „Echoes“), celé album The Dark Side of the Moon, rovněž i skladby z posledního studiového alba The Division Bell. V jejich repertoáru je zahrnuto i několik skladeb ze sólových alb Davida Gilmoura a Ricka Wrighta.